# ノップ・クラティンデーンジム
ノップ・クラティンデーンジム（泰: ณพ ฐิติพงศกร、英: Nop Kratingdaenggym、1991年9月10日 - ）は、タイの男子プロボクサー。第12代PABAスーパーバンタム級王者。トラート県出身。

## 来歴
2013年1月4日、バンコクのクルンテープ・トンブリ大学でペッナムチャイ・ジッティジムとスーパーバンタム級6回戦を行い、6回判定勝ちを収めデビュー戦を白星で飾った。
2013年10月11日、バンコクバーンクンティアン区でスカク・マックスとPABAスーパーバンタム級暫定王座決定戦を行い、12回3-0の判定勝ちを収め王座獲得に成功した。
2013年12月6日、バンコクのクルンテープ・トンブリ大学でジュアン・シューソンと対戦し、12回3-0の判定勝ちを収めPABA暫定王座の初防衛に成功した。
2014年2月25日、バンコクのバンコク大学トンブリーキャンパスでダニエル・フェラレスと対戦し、12回3-0の判定勝ちを収めPABA王座の2度目の防衛に成功した。同日、正規王者のテレンス・ジョン・ドヘニーのスーパー王座認定に伴い空位となった正規王座に認定された。
2014年5月1日、パヤオ県でレンレン・パセグナヒンと対戦し、12回3-0の判定勝ちを収めPABA王座の3度目の防衛に成功した。
2014年7月28日、バンコクのザ・ロイヤル・プラザでヘンドリック・バロンサイと対戦し、6回負傷判定勝ちを収めPABA王座の4度目の防衛に成功した。
2014年10月3日、バンコクのバンコク大学トンブリーキャンパスでエラニオ・セメリャーノと対戦し、12回3-0の判定勝ちを収めPABA王座の5度目の防衛に成功した。
2015年7月29日、ルーイ県でジェミー・ゴーベルと対戦し、プロ初のKO勝ちとなる4回54秒KO勝ちを収めPABA王座の6度目の防衛に成功した。
2015年10月9日、バンコクバーンクンティアン区でノルディ・マナカネと対戦し、4回2分2秒KO勝ちを収めPABA王座の7度目の防衛に成功した。
2015年12月4日、バンコクのザ・ロイヤル・プラザでこの試合がデビュー戦となるワシム・マザーと対戦し、12回3-0（3者共に120-107）の判定勝ちを収めPABA王座の8度目の防衛に成功した。
2016年3月4日、バンコクバーンケーン区のンガム・ウォン・ワン通りにあるサイアム・パラダイス・エンターテイメント・コンプレックスでジュナー・アダンテと対戦し、アダンテの4回終了時棄権によるTKO勝ちを収め、PABA王座の9度目の防衛に成功した。
2016年6月10日、バンコクのバンコク大学トンブリーキャンパスでワルド・サブと対戦し、サブの3回終了時棄権によるTKO勝ちを収め、PABA王座の10度目の防衛に成功した。
2016年9月15日、WBAはノップをWBA世界スーパーバンタム級15位にランクインした。
2016年9月30日、浙江省温州市でWBA世界スーパーバンタム級王者ネオマール・セルメニョと対戦し、プロ初黒星となる3回2分19秒KO負けを喫し王座獲得に失敗した。

## 獲得タイトル
- PABAスーパーバンタム級暫定王座（防衛2=正規王座に認定）
- 第12代PABAスーパーバンタム級王座（防衛8）